# 比安卡·奈特
比安卡·奈特（英語：Bianca Knight，1989年1月2日—）是美国田径运动员，專攻100米和200米比赛。2011年世界田徑錦標賽上夺得女子4×100公尺接力冠军。获得2012年夏季奧林匹克運動會田徑女子4×100公尺接力賽金牌。

## 外部連結
- 比安卡·奈特在的頁面